# Quadrique

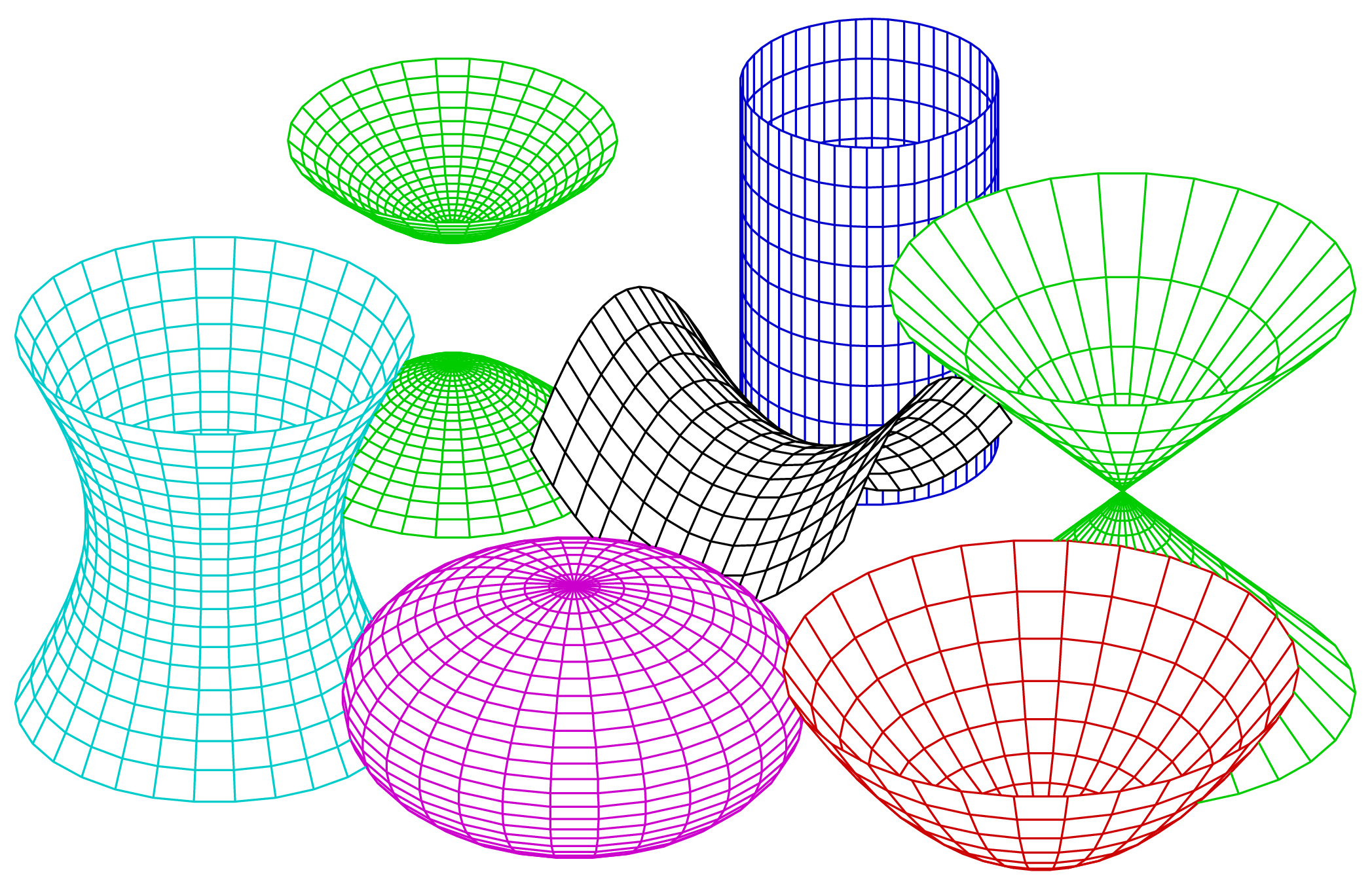
Quadriques non dégénérées en dimension 3. De gauche à droite : hyperboloïdes à une et deux nappes, ellipsoïde, paraboloïde hyperbolique, cylindre, paraboloïde elliptique et cône.

En mathématiques, une quadrique, ou surface quadratique, est une surface satisfaisant une équation cartésienne polynomiale de degré 2 à trois variables (notées généralement x, y et z) de la forme
{\displaystyle Ax^{2}+By^{2}+Cz^{2}+2Dyz+2Exz+2Fxy+Gx+Hy+Iz+J=0}.
Ces surfaces sont classifiées par une équation réduite dans un repère orthonormé adapté en géométrie euclidienne, et en neuf classes non dégénérées à transformation linéaire près en géométrie affine. On peut également les étudier dans le cadre de la géométrie projective, qui simplifie et unifie complètement les résultats.
Leurs sections planes sont des coniques.
La définition se généralise en dimension supérieure avec la notion de quadrique affine, une hypersurface, caractérisée comme lieu d'annulation d'un polynôme de degré 2, voire sur un autre corps de coefficients que celui des réels.

## Classification

### Présentation des principales quadriques
Les quadriques non dégénérées sont décrites ci-dessous à partir de leurs équations réduites dans un repère orthonormé convenable.
| L'ellipsoïde                      | {\displaystyle {\frac {x^{2}}{a^{2}}}+{\frac {y^{2}}{b^{2}}}+{\frac {z^{2}}{c^{2}}}-1=0\,} , |  |
| L'hyperboloïde à une nappe (H1)   | {\displaystyle {\frac {x^{2}}{a^{2}}}+{\frac {y^{2}}{b^{2}}}-{\frac {z^{2}}{c^{2}}}-1=0\,} , |  |
| L'hyperboloïde à deux nappes (H2) | {\displaystyle {\frac {x^{2}}{a^{2}}}+{\frac {y^{2}}{b^{2}}}-{\frac {z^{2}}{c^{2}}}+1=0\,} , |  |
| Le paraboloïde elliptique (PE)    | {\displaystyle {\frac {x^{2}}{a^{2}}}+{\frac {y^{2}}{b^{2}}}=z\,} ,                          |  |
| Le paraboloïde hyperbolique (PH)  | {\displaystyle {\frac {x^{2}}{a^{2}}}-{\frac {y^{2}}{b^{2}}}=z\,} ,                          |  |
| Le cône à base elliptique         | {\displaystyle {\frac {x^{2}}{a^{2}}}+{\frac {y^{2}}{b^{2}}}-{\frac {z^{2}}{c^{2}}}=0\,} ,   |  |
| Le cylindre elliptique            | {\displaystyle {\frac {x^{2}}{a^{2}}}+{\frac {y^{2}}{b^{2}}}-1=0\,} ,                        |  |
| Le cylindre hyperbolique          | {\displaystyle {\frac {x^{2}}{a^{2}}}-{\frac {y^{2}}{b^{2}}}-1=0\,} ,                        |  |
| Le cylindre parabolique           | {\displaystyle \displaystyle {x^{2}=2py}} .                                                  |  |

### Classification générale
L'équation de la surface peut s'écrire :
{\displaystyle Q(x,y,z)+Gx+Hy+Iz+J=0~}
où Q désigne la forme quadratique
{\displaystyle Q(x,y,z)=Ax^{2}+By^{2}+Cz^{2}+2Dyz+2Exz+2Fxy~}
de matrice :
{\displaystyle M_{Q}={\begin{pmatrix}A&F&E\\F&B&D\\E&D&C\end{pmatrix}}}
dont les valeurs propres sont toutes réelles puisque cette matrice est symétrique réelle. 
La signature de la forme quadratique est le couple (p,q) où p est le nombre de valeurs propres strictement positives de Q et q le nombre de valeurs propres strictement négatives. Le rang de Q est alors p+q.
Par définition d'une quadrique, le rang de Q ne peut être nul.
Le fait que la signature d'une forme quadratique ne dépende pas du choix de la base choisie est démontré par la loi d'inertie de Sylvester.
Lorsque le rang est égal à 3, la quadrique admet un centre de symétrie.
| Rang | Signature      | Quadrique non dégénérée                           | Quadrique dégénérée                                           |
| 3    | (3,0) ou (0,3) | ellipsoïde                                        | {\displaystyle \varnothing } ou point                         |
| 3    | (2,1) ou (1,2) | hyperboloïde à 1 ou 2 nappes ou cône              |                                                               |
| 2    | (2,0) ou (0,2) | paraboloïde elliptique ou cylindre elliptique     | {\displaystyle \varnothing } ou droite                        |
| 2    | (1,1)          | paraboloïde hyperbolique ou cylindre hyperbolique | réunion de deux plans                                         |
| 1    | (1,0) ou (0,1) | cylindre parabolique                              | {\displaystyle \varnothing } ou plan ou réunion de deux plans |

### Quadrique en dimension quelconque
Plus généralement, dans un espace de dimension D, si les coordonnées de l'espace sont {\displaystyle \{x_{1},x_{2},\dots ,x_{D}\}}, la quadrique générale est une hypersurface définie par l'équation algébrique : 
{\displaystyle \sum _{i,j=1}^{D}Q_{i,j}x_{i}x_{j}+\sum _{i=1}^{D}P_{i}x_{i}+R=0}
pour un choix spécifique de Q, P et R.
L'équation normalisée pour une quadrique non dégénérée centrée à l'origine est de la forme :
{\displaystyle \sum _{i=1}^{D}\pm {x_{i}^{2} \over a_{i}^{2}}=1}
où au moins un des « ± » est un signe « + ».
Un ellipsoïde en dimension quelconque (appelé hyperellipsoïde si {\displaystyle D>3}) est une quadrique ne comportant que des signes « + » dans l'équation ci-dessus.

## Applications

### En modélisation d'image
Pour une surface d'équation {\displaystyle z=f(x,y)~}, la formule de Taylor-Young fournit une approximation locale de la surface par la quadrique d'équation:
avec les notations dites de Monge
{\displaystyle p={\frac {\partial f}{\partial x}}(a,b),q={\frac {\partial f}{\partial y}}(a,b),r={\frac {\partial ^{2}f}{\partial x^{2}}}(a,b),t={\frac {\partial ^{2}f}{\partial y^{2}}}(a,b),s={\frac {\partial ^{2}f}{\partial x\partial y}}(a,b).}
Cette approximation locale est exploitée en modélisation d'images, où elle fournit des résultats intéressants.